# Über das Marionettentheater
Über das Marionettentheater ist der Titel einer essayistischen Erzählung von Heinrich von Kleist, die erstmals in den „Berliner Abendblättern“ in vier Folgen vom 12. bis 15. Dezember 1810 erschienen ist.
Gesprächsweise wird die Frage erörtert, welchen Einfluss Reflexion und (Selbst-)Bewusstheit auf die natürliche Anmut haben.

## Inhalt
Der Erzähler gibt sein Zwiegespräch mit einem wegen seiner Anmut bewunderten Tänzer wieder, den er mehrere Male beim Besuch eines Marionettentheaters gesehen hat. Der Angesprochene schildert ihm, wie sehr er die „natürliche Grazie“ der Bewegungen der Puppen bewundert und welche Lehre er für sich daraus zieht: Es gebe eine natürliche Anmut, die sich in völliger Abwesenheit von Bewusstsein manifestiere.
Der Erzähler gibt nun seinerseits ein Beispiel: Ein ihm bekannter Knabe habe in einem Augenblick der Figur des Dornausziehers geglichen, aber unter der Kontrolle seines Verstandes die Bewegung in ihrer Schönheit nicht mehr nachahmen können. Der sechzehnjährige Knabe habe diese spontane Anmut vergeblich in seinem Spiegelbild wiederzuentdecken versucht und sie durch diese Bemühung gänzlich verloren. Der Tänzer schildert daraufhin einen Bären, der Fechtstöße sämtlich pariert, ohne wie ein menschlicher Fechter auf Finten zu reagieren.
Im Gespräch wird ausgehend von diesen drei Beispielen die These aufgestellt, dass entweder völlige Abwesenheit von Bewusstsein (wie der „Gliedermann“ des Marionettentheaters) oder ein absolutes, „unendliches“ Bewusstsein (wie ein Gott) das gewünschte „natürliche“ Verhalten erzeuge. Vollendete Anmut und Natürlichkeit besitze demnach jemand, der sich entweder völlig unbefangen und unbewusst wie ein Kind verhalte oder aber in Aufhebung der Folgen des Sündenfalls dieses ideale Bewusstsein wiedererlangt habe:

„[…] so findet sich auch, wenn die Erkenntnis gleichsam durch ein Unendliches gegangen ist, die Grazie wieder ein; so, dass sie, zu gleicher Zeit, in demjenigen menschlichen Körperbau am reinsten erscheint, der entweder gar keins, oder ein unendliches Bewusstsein hat, d. h. in dem Gliedermann, oder in dem Gott.“

Der Erzähler zieht daraus die Schlussfolgerung: „Mithin […] müssten wir wieder vom Baum der Erkenntnis essen, um in den Stand der Unschuld zurückzufallen?“

## Rezeption
Kleists Aufsatz wurde auch als versteckte Satire auf das Berliner Theater unter August Wilhelm Iffland gedeutet. Obwohl Kleists Das Käthchen von Heilbronn bereits im März 1810 in Wien aufgeführt worden war, gab Iffland als Direktor des Berliner Königlichen Nationaltheaters im August 1810 Kleist das eingereichte Manuskript zu diesem Bühnenstück zurück mit der Bemerkung, dass es nicht aufführbar sei. Kleist erwiderte diese Abweisung ab Oktober 1810 mit mehreren Artikeln zum Königlichen Nationaltheater  in Form von Rezensionen, Darlegungen und Anmerkungen in den Berliner Abendblättern. Da die Theaterdirektion als königliches Hofamt nicht kritisiert werden durfte, wurde Ende November 1810 die Veröffentlichung aller Artikel, die auf das Königliche Nationaltheater hindeuteten, durch Polizeizensur verboten. Zwei Wochen später erschienen ab 12. Dezember 1810 in den Berliner Abendblättern die vier Teile Über das Marionettentheater, wobei insbesondere in den ersten beiden Teilen die verborgene Kritik an Iffland zu finden sei.
Die Literaturwissenschaftlerin Hanna Hellmann veröffentlichte um 1910 im Rahmen ihrer Kleiststudien die Schrift Über das Marionettentheater, die sich als wegweisend für das Verständnis von Kleists Philosophie des Lebens und der Kunst erwies.
Eugen Victor Herrigel zitiert das Essay in seinem Buch Zen in der Kunst des Bogenschießens, um westlichen Lesern eine kulturell näher verwandte Sichtweise auf Zen zu präsentieren: „Zum Vergleich empfehle ich H. von Kleist's Traktat.Ober das Marionettentheater". Von ganz anderen Ausgangspunkten her kommt Kleist dem hier behandelten Thema verblüffend nahe.“